# Wirklich alles!
Wirklich alles! är det första livealbumet från den österrikiska sångerskan Christina Stürmer. Albumet gavs ut 17 maj 2005, nästan ett år efter att hennes andra studioalbum Soll das wirklich alles sein? släppts den 8 juni 2004. Albumet spelades in i Wiener Stadthalle i Österrikes huvudstad Wien den 20 november 2004 inför en publik på 11 000 och var Stürmers sista konsert från hennes turné som följde släppningen av Soll das wirklich alles sein?. Den 30 maj, drygt två veckor efter att Wirklich alles! släpptes, kom hennes debutalbum i Tyskland och Schweiz med titeln Schwarz Weiss.

## Innehåll
Albumet innehåller totalt 28 låtar på två CD-skivor. På den första skivan finns det 15 låtar och på den andra skivan finns det 13 låtar. Alla låtar är liveversioner förutom den sista låten på CD-2, bonusspåret "Glücklich", som är en studioversion. De två första låtarna på CD-2, "Mama (Ana Ahabak)" och "Kind des Universums" är akustiska liveversioner. Liveversionerna av låtarna "Keine Schule", "Immer an euch geglaubt", och "Vorbei", som är spår 10 till 12 på CD-2, var alla tre extranummer när de spelades in. 

## Låtlista

### CD 1
| Nr  | Titel                         | Längd |
| --- | ----------------------------- | ----- |
| 1.  | Intro Wirklich alles          | 2:29  |
| 2.  | Geh nicht wenn du kommst      | 4:43  |
| 3.  | Wir halten jetzt die Welt an  | 3:44  |
| 4.  | E.T.                          | 4:37  |
| 5.  | Soll das wirklich alles sein? | 3:50  |
| 6.  | Hier bin ich                  | 3:13  |
| 7.  | Disco                         | 5:08  |
| 8.  | Glücklich                     | 3:04  |
| 9.  | Weisst du wohin wir gehen     | 4:13  |
| 10. | Rebellen der Sonne            | 3:27  |
| 11. | Bus durch London              | 5:33  |
| 12. | Schwarz weiss                 | 4:19  |
| 13. | So wie ich bin                | 3:05  |
| 14. | Anzug                         | 3:56  |
| 15. | Mehr Waffen                   | 6:25  |

### CD 2
| Nr  | Titel                      | Längd |
| --- | -------------------------- | ----- |
| 1.  | Mama (Ana Ahabak)          | 4:47  |
| 2.  | Kind des Universums        | 4:27  |
| 3.  | Engel fliegen einsam       | 3:32  |
| 4.  | Wo ist deine Liebe?        | 4:10  |
| 5.  | Spieglein                  | 3:22  |
| 6.  | Geh raus aus meinem Kopf   | 3:39  |
| 7.  | Märchen                    | 4:12  |
| 8.  | Liebt sie dich so wie ich? | 3:32  |
| 9.  | Ich lebe                   | 7:00  |
| 10. | Keine Schule               | 3:15  |
| 11. | Immer an euch geglaubt     | 4:14  |
| 12. | Vorbei                     | 4:25  |
| 13. | Glücklich                  | 2:56  |

## Listhistorik och försäljning
Albumet debuterade som trea den 29 maj 2005 på den österrikiska albumlistan. Det låg kvar inom topp-20 i sex veckor i rad och låg kvar inom topp-30 i arton veckor i rad. Det lämnade listan efter den tjugoandra veckan den 23 oktober 2005 men återvände den 31 mars 2006 för att ligga ytterligare tio veckor på listan under perioden fram till den 4 augusti samma år. Albumet återvände en sista gång den 30 mars 2007 för en vecka på listan och har idag därmed legat totalt trettiotre veckor på topp-75-listan. Den 28 februari 2007, nästan två år efter att det släpptes, certifierades livealbumet platina för att ha sålt fler än 20 000 exemplar.

### Listplaceringar
| Lista (2005-2007) | Topplacering |
| ----------------- | ------------ |
| Österrike         | 3            |

## DVD
Det finns även en DVD-version av albumet. Det spelades in samtidigt som CD-versionen och består av två DVD-skivor. DVD-1 består av samma 27 liveframträdanden som finns på CD-skivorna, och DVD-2 består av 20 videoklipp som för det mesta är extramaterial.

## Medverkande
- Christina Stürmer — Sång
- Gwenael Damman — Bas
- Hartmut Kamm — Keyboard, Gitarr
- Klaus Pérez-Salado — Trummor
- Oliver Varga — Gitarr